# Les Avanchers-Valmorel
Les Avanchers-Valmorel sont une commune française située dans le département de la Savoie, en région Auvergne-Rhône-Alpes.

## Géographie

### Situation et description
Le territoire de la commune des Avanchers est composé de 13 villages séparés par le torrent du Morel. À l'ouest on trouve les villages du Meiller, de Quarante Planes et de Lancheverne, à l'est ceux du Fey-dessous, du Fey-dessus, de La Grange, du Cornet, du Chef-lieu, de la Vernaz, de la Charmette, du Pré, du Crey et la station de Valmorel.
Le chef-lieu de la commune est à 1 100 m d'altitude et la station de Valmorel à 1 400 m d'altitude.
Les principaux sommets sont Crève-Tête (2 342 m), la pointe du Niélard (2 559 m), la pointe du Mottet (2 592 m) et le Cheval Noir (2 832 m).

### Climat
Pour des articles plus généraux, voir Climat d'Auvergne-Rhône-Alpes et Climat de la Savoie.
En 2010, le climat de la commune est de type climat de montagne, selon une étude du Centre national de la recherche scientifique s'appuyant sur une série de données couvrant la période 1971-2000. En 2020, Météo-France publie une typologie des climats de la France métropolitaine dans laquelle la commune est exposée à un climat de montagne ou de marges de montagne et est dans la région climatique Alpes du nord, caractérisée par une pluviométrie annuelle de 1 200 à 1 500 mm, irrégulièrement répartie en été.
Pour la période 1971-2000, la température annuelle moyenne est de 7,7 °C, avec une amplitude thermique annuelle de 16,9 °C. Le cumul annuel moyen de précipitations est de 1 210 mm, avec 8,9 jours de précipitations en janvier et 9,1 jours en juillet. Pour la période 1991-2020, la température moyenne annuelle observée sur la station météorologique de Météo-France la plus proche, « Moutiers », sur la commune de Moûtiers à 6 km à vol d'oiseau, est de 11,9 °C et le cumul annuel moyen de précipitations est de 930,4 mm,. Pour l'avenir, les paramètres climatiques de la commune estimés pour 2050 selon différents scénarios d'émission de gaz à effet de serre sont consultables sur un site dédié publié par Météo-France en novembre 2022.

## Urbanisme

### Typologie
Au 1er janvier 2024, Les Avanchers-Valmorel sont catégorisés commune rurale à habitat dispersé, selon la nouvelle grille communale de densité à sept niveaux définie par l'Insee en 2022.
Elle est située hors unité urbaine et hors attraction des villes,.

### Occupation des sols
L'occupation des sols de la commune, telle qu'elle ressort de la base de données européenne d’occupation biophysique des sols Corine Land Cover (CLC), est marquée par l'importance des forêts et milieux semi-naturels (80,8 % en 2018), une proportion sensiblement équivalente à celle de 1990 (81,4 %). La répartition détaillée en 2018 est la suivante : 
forêts (44,9 %), milieux à végétation arbustive et/ou herbacée (25,7 %), espaces ouverts, sans ou avec peu de végétation (10,1 %), prairies (9,5 %), zones agricoles hétérogènes (6,7 %), zones urbanisées (3 %).
L'IGN met par ailleurs à disposition un outil en ligne permettant de comparer l’évolution dans le temps de l’occupation des sols de la commune (ou de territoires à des échelles différentes). Plusieurs époques sont accessibles sous forme de cartes ou photos aériennes : la carte de Cassini (XVIIIe siècle), la carte d'état-major (1820-1866) et la période actuelle (1950 à aujourd'hui).

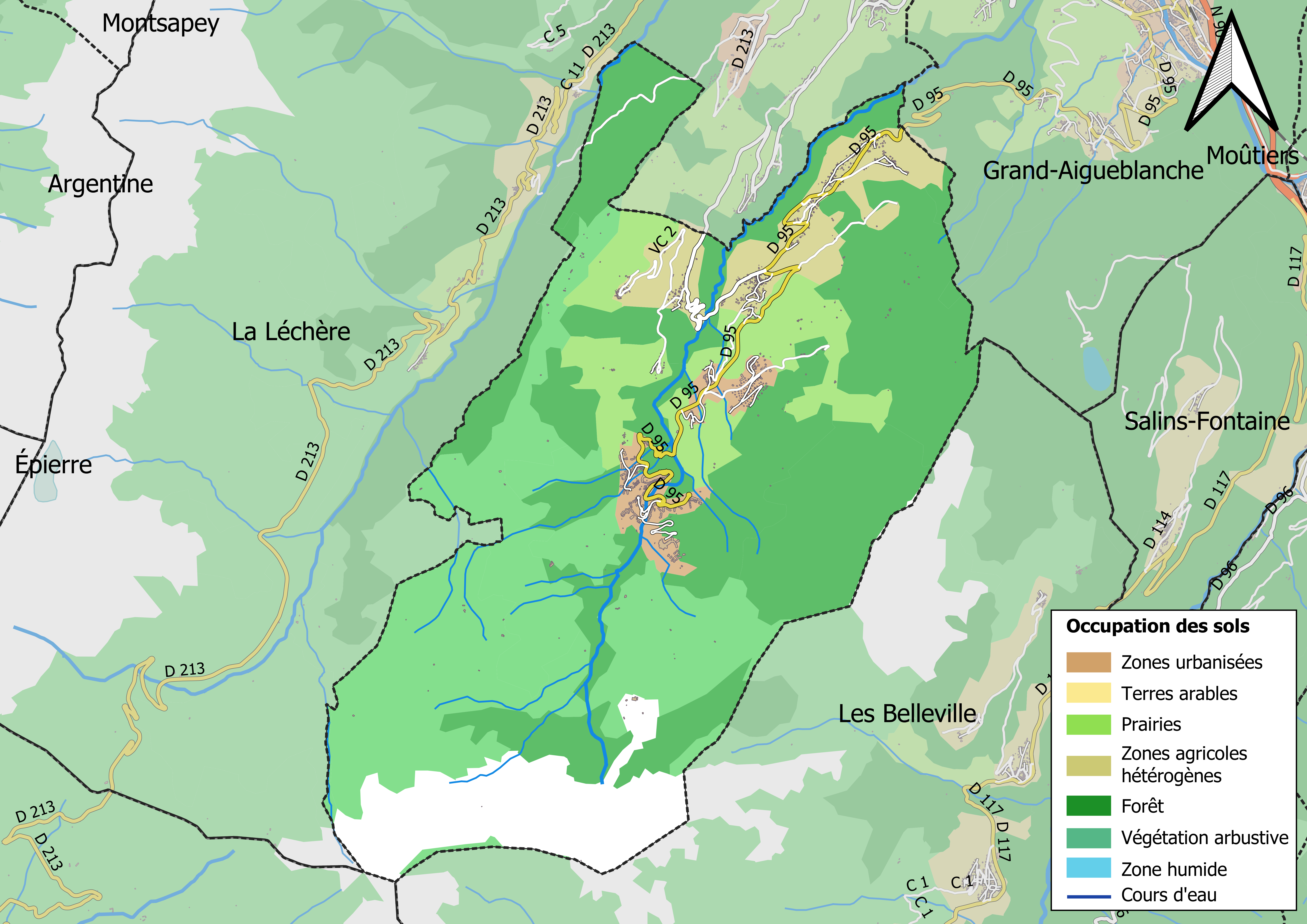
Carte des infrastructures et de l'occupation des sols en 2018 (CLC) de la commune.
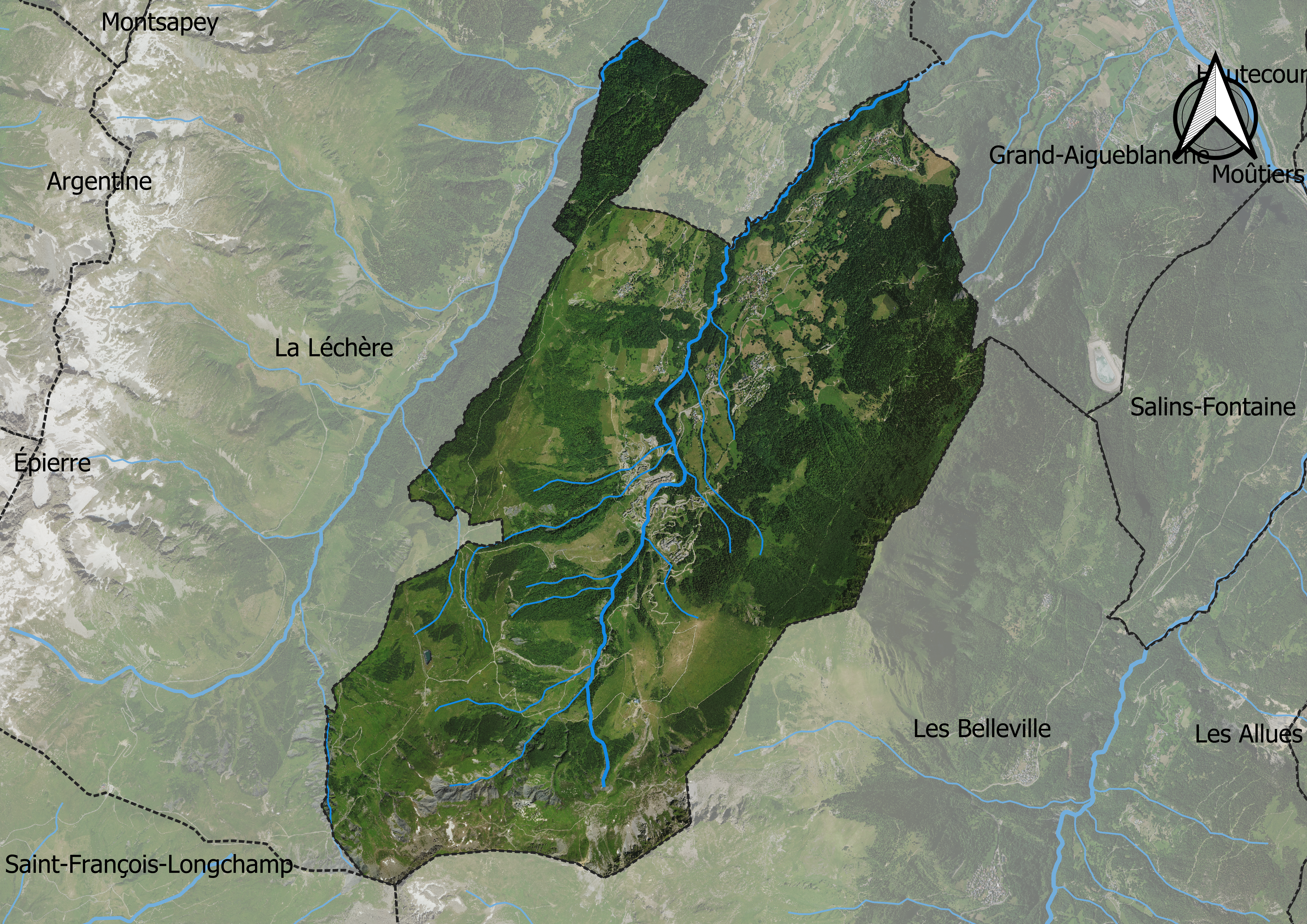
Carte orthophotogrammétrique de la commune.

## Toponymie
En francoprovençal, le nom de la commune s'écrit Louz Avanché, selon la graphie de Conflans.

## Histoire
Le 1er janvier 1988, la station de Valmorel est détachée des deux communes d'Aigueblanche et  La Léchère pour former une nouvelle collectivité indépendante.

## Politique et administration

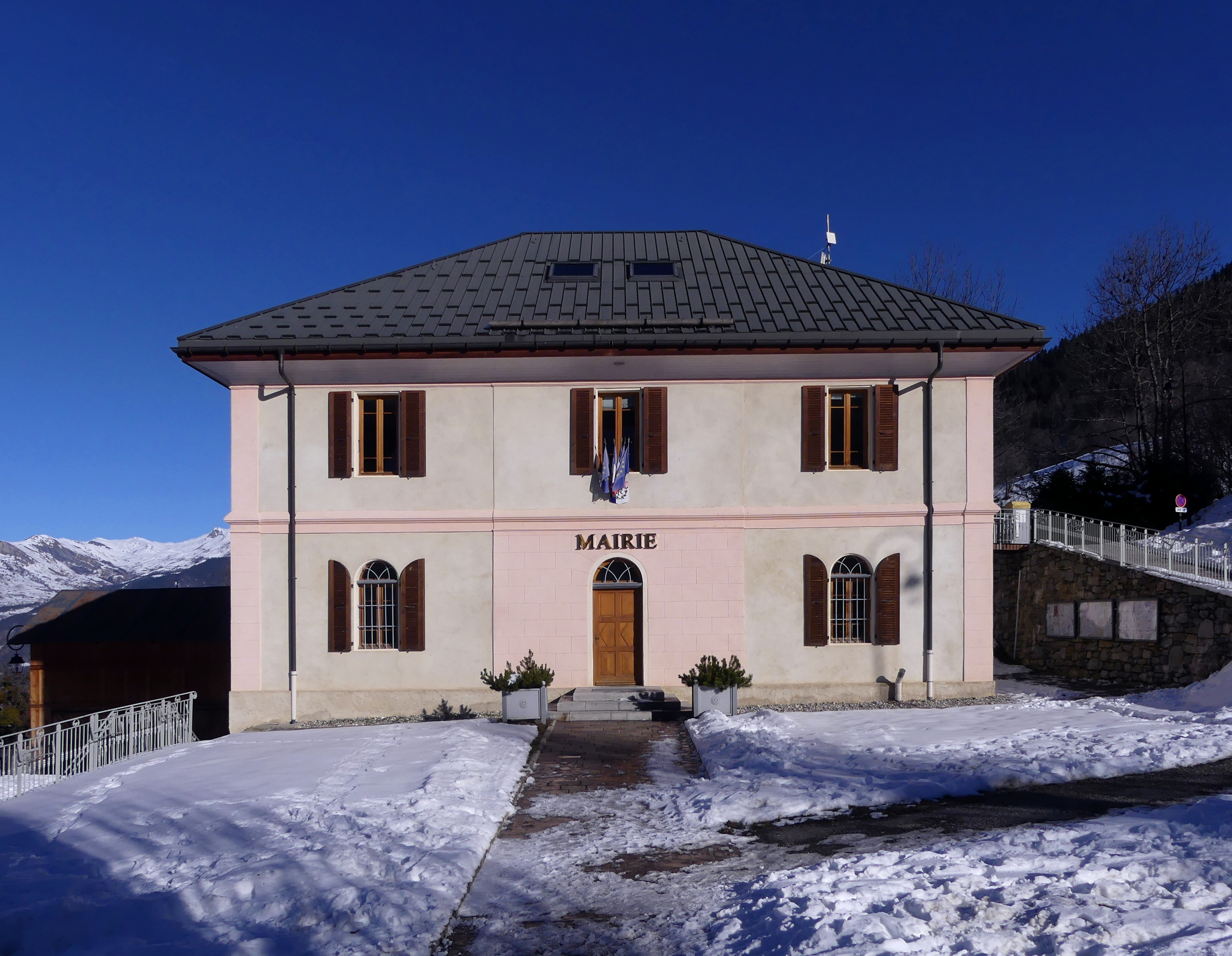
La mairie aux Avanchers.

| Période                                  | Période                 | Identité           | Étiquette | Qualité         |
| ---------------------------------------- | ----------------------- | ------------------ | --------- | --------------- |
| Les données manquantes sont à compléter. |                         |                    |           |                 |
| 1988                                     | 1999                    | Alain Gauthier     | DVD       |                 |
| mars 2008                                | 10 janvier 2016 (décès) | Robert Vorger      |           | Cadre supérieur |
|                                          |                         |                    |           |                 |
| 2020                                     | En cours                | Jean-Michel Vorger |           |                 |

## Population et société

### Démographie
Les habitants de la commune sont appelés les Avancherains.

L'évolution du nombre d'habitants est connue à travers les recensements de la population effectués dans la commune depuis 1793. Pour les communes de moins de 10 000 habitants, une enquête de recensement portant sur toute la population est réalisée tous les cinq ans, les populations de référence des années intermédiaires étant quant à elles estimées par interpolation ou extrapolation. Pour la commune, le premier recensement exhaustif entrant dans le cadre du nouveau dispositif a été réalisé en 2007.

En 2022, la commune comptait 739 habitants, en évolution de −4,65 % par rapport à 2016 (Savoie : +3,63 %, France hors Mayotte : +2,11 %).
| 1793 | 1800 | 1806 | 1822 | 1838 | 1848 | 1858 | 1861 | 1866 |
| ---- | ---- | ---- | ---- | ---- | ---- | ---- | ---- | ---- |
| 790  | 740  | 739  | 808  | 878  | 865  | 718  | 684  | 724  |

| 1872 | 1876 | 1881 | 1886 | 1891 | 1896 | 1901 | 1906 | 1911 |
| ---- | ---- | ---- | ---- | ---- | ---- | ---- | ---- | ---- |
| 720  | 726  | 730  | 742  | 690  | 690  | 623  | 656  | 622  |

| 1921 | 1926 | 1931 | 1936 | 1946 | 1954 | 1962 | 1968 | 1990 |
| ---- | ---- | ---- | ---- | ---- | ---- | ---- | ---- | ---- |
| 552  | 528  | 517  | 481  | 521  | 491  | 453  | 449  | 732  |

| 1999 | 2006 | 2007 | 2012 | 2017 | 2022 | - | - | - |
| ---- | ---- | ---- | ---- | ---- | ---- | - | - | - |
| 716  | 761  | 767  | 750  | 784  | 739  | - | - | - |

### Sports
Station de ski de Valmorel : 2 550 m au sommet des pistes; 94 km de pistes de ski alpin ; 20 km de ski de fond ; parapente, raquettes, promenades à gyropode.

## Culture locale et patrimoine

### Lieux et monuments

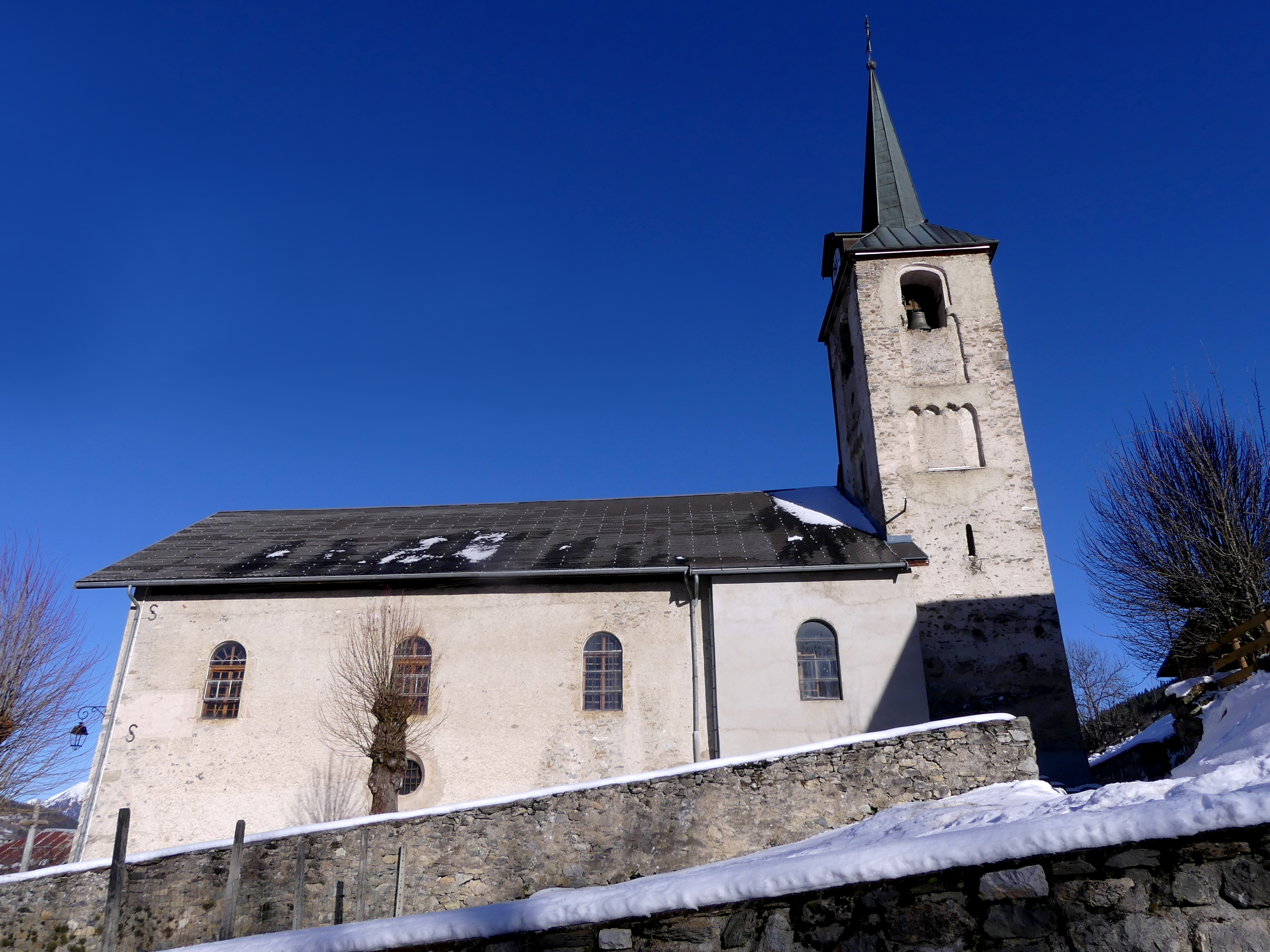
L'église Saint-André.

L'église baroque de Saint-André date de 1676. Dans les hameaux on peut voir les chapelles Saint-Roch (1588), Saint-Aubin (1557), Saint-Joseph, Saint-Laurent, Sainte-Barbe (1771), Saint-Grat, Saint-Georges.

### Personnalités liées à la commune
- Adrien Rey-Golliet (1870-1948), ancien instituteur, inspecteur principal de l'Éducation physique de la ville de Paris et du département de La Seine, philanthrope, réalisateur social et résistant, a fondé Les Centres de Vacances en Montagne (1922, Paris), a électrifié 9 communes de la région d'Aigueblanche, pionnier des sports d'hiver, routes et adduction d'eau potable… - étude historique en cours de publication, S. Henriquet.
- Père Léon des Avanchers (Michel Rey-Golliet) (1825-1879), explorateur-géographe de l'Afrique orientale, missionnaire en Abyssinie, correspondant de la Royale Géographie de Rome, a racheté beaucoup d'esclaves pour les libérer des « négriers », auteur de manuscrits géo-ethnographiques et de cartes, fondateur de la première église catholique des îles Seychelles, ami d'Antoine d'Abbadie.
- Charles Rey-Golliet, Résistant-déporté français (portrait dans l'Arbre de Goethe, souvenirs de Buchenwald, du colonel Pierre Julitte, préface de Joseph Kessel), originaire des Avanchers par son père et grand-père[20].